# Barum (Sverige)
 For alternative betydninger, se Barum. (Se også artikler, som begynder med Barum)
Barum er en landsby i Kristianstads kommun i Skåne med 98(2023) indbyggere. Barum ligger i den nordlige ende af landtangen mellem Oppmannasjön og Ivösjön. Der er forbindelse til Ivø med kabelfærge.
Nær Barum blev oldtidsfundet Bäckaskogskvinnan fundet i 1939.